# Cámara Municipal (Portugal)

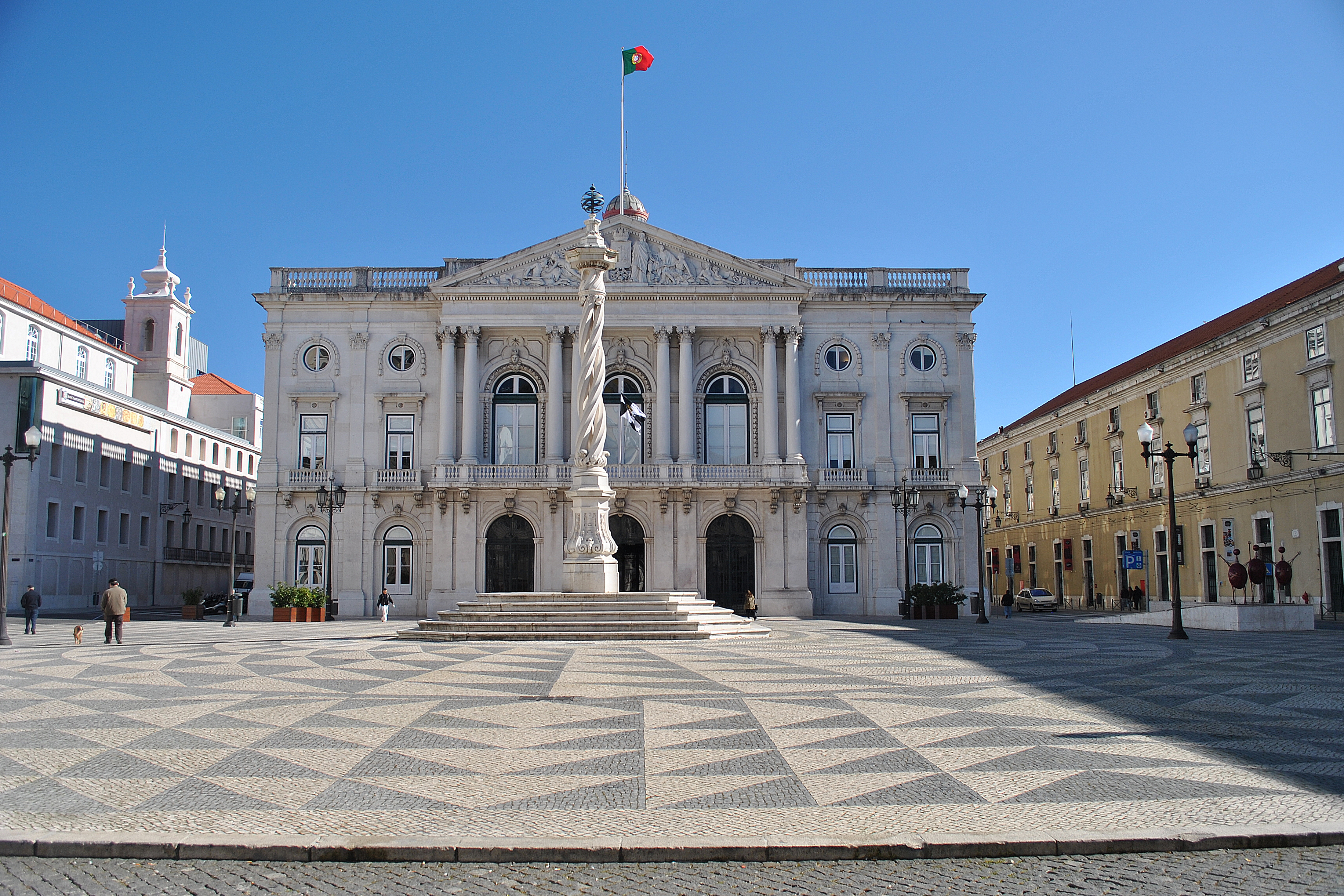
Sede de la Cámara Municipal de Lisboa.

La cámara municipal (en portugués, câmara municipal) es el órgano ejecutivo colegiado de cada uno de los municipios de Portugal. En sentido extenso, se refiere al conjunto de los departamentos y servicios de las administraciones locales. Así mismo, es también el nombre que recibe el edificio que alberga las dependencias de la administración local, junto con la denominación tradicional de casa consistorial (en portugués, paços do concelho) o ayuntamiento.
Como órgano ejecutivo municipal, la cámara municipal desempeña funciones semejantes a las prefecturas brasileñas. Se trata de un órgano colegiado compuesto por un presidente, un vicepresidente y por los concejales, en número variable según la población.
Le corresponde la función de alcalde-presidente al candidato que encabeza la lista más votada en las elecciones municipales. El resto de los integrantes de la lista ocupan los puestos de concejal con concejalía de gobierno adscrita.